# Dreiband-Weltmeisterschaft für Nationalmannschaften 1995

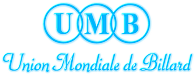
Logo UMB (ausrichtender Verband)

Veranstaltungsort: Viersen

Die Dreiband-Weltmeisterschaft für Nationalmannschaften 1995 war die 9. Auflage dieses Turniers, das seit 1981 in der Regel jährlich in der Billardvariante Dreiband ausgetragen wird. Sie fand vom 9. bis zum 12. Februar 1995 in Viersen statt.

## Spielmodus
Es nahmen 12 Mannschaften am Turnier teil. Jedes Team bestand aus zwei Spielern. Gespielt wurde in 4 Gruppen. In den Gruppen spielte jeder Spieler gegen beide Gegner. Die vier Gruppensieger erreichten das Halbfinale. 
Gespielt wurde das ganze Turnier auf 2 Gewinnsätze. Deutschland enttäuschte mit beiden Teams. Überraschungsweltmeister wurde Dänemark. Die Weltmeisterschaft wurde für die nächsten 5 Jahre wieder an Viersen vergeben.
Bei Punktegleichstand wird wie folgt gewertet:
1. Matchpunkte (MP)
2. Satzverhältnis (SV)
3. Mannschafts-Generaldurchschnitt (MGD)

## Teilnehmer
| Nation        | Gruppe | Spieler 1         | Spieler 2            |
| ------------- | ------ | ----------------- | -------------------- |
| Belgien       | D      | Leon Smolders     | Leslie Menheer       |
| Dänemark      | C      | Dion Nelin        | Jacob Haack-Sörensen |
| Deutschland 1 | C      | Christian Rudolph | Martin Horn          |
| Deutschland 2 | B      | Stefan Galla      | Johann Schirmbrand   |
| Japan         | B      | Jyougi Kai        | Akio Shimada         |
| Kolumbien     | C      | Eleazar Ramirez   | Jaime Bedoya         |
| Libanon       | A      | Kalfat Jihad      | Abdallah Souheil     |
| Mexiko        | D      | Arturo Bone       | José Paniagua        |
| Niederlande   | B      | Rini van Bracht   | John Tijssens        |
| Portugal      | D      | Jorge Theriaga    | Manuel Fradinho      |
| Schweden      | A      | Lennart Blomdahl  | Mats Noren           |
| Spanien       | A      | Daniel Sánchez    | Ricardo Garcia       |

## Gruppenphase
Die Gruppenersten zogen ins Halbfinale ein.

### Gruppe A
| Platz | Nation   | Sp. | G-U-V | MP  | PP  | SV   | MGD   | BEMD  |
| ----- | -------- | --- | ----- | --- | --- | ---- | ----- | ----- |
| 1     | Schweden | 2   | 2-0-0 | 4:0 | 7:1 | 14:6 | 1,002 | 1,028 |
| 2     | Spanien  | 2   | 1-0-1 | 2:2 | 5:3 | 12:8 | 1,036 | 1,000 |
| 3     | Libanon  | 2   | 0-0-2 | 0:4 | 0:8 | 4:16 | 0,646 | -     |

| Datum         | Nation 1 | MP  | PP  | SV  | Nation 2 |
| ------------- | -------- | --- | --- | --- | -------- |
| 9. Feb. 1995  | Schweden | 2:0 | 4:0 | 8:2 | Libanon  |
| 10. Feb. 1995 | Spanien  | 2:0 | 4:0 | 8:2 | Libanon  |
| 11. Feb. 1995 | Schweden | 2:0 | 3:1 | 6:4 | Spanien  |

### Gruppe B
| Platz | Nation        | Sp. | G-U-V | MP  | PP  | SV    | MGD   | BEMD  |
| ----- | ------------- | --- | ----- | --- | --- | ----- | ----- | ----- |
| 1     | Japan         | 2   | 1-1-0 | 3:1 | 6:2 | 13:7  | 1,180 | 1,415 |
| 2     | Niederlande   | 2   | 0-2-0 | 2:2 | 4:4 | 12:11 | 1,077 | 1,090 |
| 3     | Deutschland 2 | 2   | 0-1-1 | 1:3 | 2:6 | 7:14  | 1,119 | 1,153 |

| Datum            | Nation 1      | MP  | PP  | SV  | Nation 2      |
| ---------------- | ------------- | --- | --- | --- | ------------- |
| 9. Februar 1995  | Deutschland 2 | 1:1 | 2:2 | 6:6 | Niederlande   |
| 10. Februar 1995 | Niederlande   | 1:1 | 2:2 | 6:5 | Japan         |
| 11. Februar 1995 | Japan         | 2:0 | 4:0 | 8:1 | Deutschland 2 |

### Gruppe C
| Platz | Nation        | Sp. | G-U-V | MP  | PP  | SV   | MGD   | BEMD  |
| ----- | ------------- | --- | ----- | --- | --- | ---- | ----- | ----- |
| 1     | Dänemark      | 2   | 2-0-0 | 4:0 | 6:2 | 13:7 | 1,103 | 1,242 |
| 2     | Kolumbien     | 2   | 1-0-1 | 2:2 | 4:4 | 9:11 | 0,860 | 0,930 |
| 3     | Deutschland 1 | 2   | 0-0-2 | 0:4 | 2:6 | 8:12 | 1,004 | -     |

| Datum            | Nation 1  | MP  | PP  | SV  | Nation 2      |
| ---------------- | --------- | --- | --- | --- | ------------- |
| 9. Februar 1995  | Dänemark  | 2:0 | 3:1 | 7:3 | Kolumbien     |
| 10. Februar 1995 | Kolumbien | 2:0 | 3:1 | 6:4 | Deutschland 1 |
| 11. Februar 1995 | Dänemark  | 2:0 | 3:1 | 6:4 | Deutschland 1 |

### Gruppe D
| Platz | Nation   | Sp. | G-U-V | MP  | PP  | SV    | MGD   | BEMD  |
| ----- | -------- | --- | ----- | --- | --- | ----- | ----- | ----- |
| 1     | Portugal | 2   | 2-0-0 | 4:0 | 7:1 | 14:5  | 1,206 | 1,440 |
| 2     | Belgien  | 2   | 1-0-1 | 2:2 | 3:5 | 10:11 | 0,900 | 0,937 |
| 3     | Mexiko   | 2   | 0-0-2 | 0:4 | 2:6 | 5:13  | 0,823 | -     |

| Datum            | Nation 1 | MP  | PP  | SV  | Nation 2 |
| ---------------- | -------- | --- | --- | --- | -------- |
| 9. Februar 1995  | Belgien  | 2:0 | 3:1 | 7:3 | Mexiko   |
| 10. Februar 1995 | Portugal | 2:0 | 3:1 | 6:2 | Mexiko   |
| 11. Februar 1995 | Portugal | 2:0 | 4:0 | 8:3 | Belgien  |

## Finalrunde
|  | Halbfinale (Best of 3)       | Halbfinale (Best of 3) |                   |                   | Finale (Best of 3) | Finale (Best of 3) |
|  |                              |                        |                   |                   |                    |                    |
|  | Schweden                     | 2:0/3:1/7:4/1,037      |                   |                   |                    |                    |
|  | Portugal                     | 0:2/1:3/4:7/0,930      |                   |                   |                    |                    |
|  | 12. Februar 1995             |                        |                   |                   |                    |                    |
|  |                              |                        | 12. Februar 1995  |                   |                    |                    |
|  | Schweden                     | 0:2/1:3/4:6/1,008      |                   |                   |                    |                    |
|  |                              | Dänemark               | 2:0/3:1/6:4/1,141 |                   |                    |                    |
|  |                              |                        |                   |                   |                    |                    |
|  | Spiel um Platz 3 (Best of 3) |                        |                   |                   |                    |                    |
|  | 12. Februar 1995             | 12. Februar 1995       | Portugal          | 1:1/2:2/5:5/1,247 |                    |                    |
|  | Dänemark                     | 2:0/3:1/7:5/1,241      | Japan             | 1:1/2:2/5:5/1,206 |                    |                    |
|  | Japan                        | 0:2/1:3/5:7/1,208      |                   |                   | 12. Februar 1995   | 12. Februar 1995   |

## Abschlusstabelle
| MP    | Match Punkte (Sieger = 2; Unentschieden = 1; Verlierer = 0) |
| SV    | Satzverhältnis (nur bei Turnieren im Satzsystem)            |
| Pkte. | Erzielte Karambolagen                                       |
| Aufn. | benötigte Aufnahmen                                         |
| GD    | Generaldurchschnitt                                         |
| MGD   | Mannschafts-Generaldurchschnitt                             |
| BED   | Bester Einzeldurchschnitt eines Spielers                    |
| BEMD  | Bester Einzeldurchschnitt einer Mannschaft                  |
| BSD   | Bester Satzdurchschnitt eines Spielers                      |
| HS    | Höchstserie                                                 |
| WRP   | Weltranglistenpunkte                                        |

| Platz | Nation        | Sp. | G-U-V | MP  | PP   | SV    | Pkt. | Aufn. | MGD   | BEMD  |
| ----- | ------------- | --- | ----- | --- | ---- | ----- | ---- | ----- | ----- | ----- |
| 1     | Dänemark      | 4   | 4-0-0 | 8:0 | 12:4 | 26:16 | 551  | 481   | 1,145 | 1,242 |
| 2     | Schweden      | 4   | 3-0-1 | 6:2 | 11:5 | 25:16 | 506  | 499   | 1,014 | 1,037 |
| 3     | Portugal      | 4   | 2-1-1 | 5:3 | 10:6 | 23:17 | 500  | 441   | 1,133 | 1,440 |
| 4     | Japan         | 4   | 1-1-2 | 3:5 | 9:7  | 23:19 | 498  | 417   | 1,194 | 1,415 |
| 5     | Spanien       | 2   | 1-0-1 | 2:2 | 5:3  | 12:8  | 253  | 244   | 1,036 | 1,000 |
| 6     | Niederlande   | 2   | 1-0-1 | 2:2 | 4:4  | 12:11 | 2640 | 245   | 1,077 | 1,090 |
| 7     | Kolumbien     | 2   | 1-0-1 | 2:2 | 4:4  | 9:11  | 246  | 286   | 0,860 | 0,930 |
| 8     | Belgien       | 2   | 1-0-1 | 2:2 | 3:5  | 10:11 | 254  | 282   | 0,900 | 0,937 |
| 9     | Deutschland 2 | 2   | 0-1-1 | 1:3 | 2:6  | 7:14  | 234  | 209   | 1,119 | 1,153 |
| 10    | Deutschland 1 | 2   | 0-0-2 | 0:4 | 2:6  | 8:12  | 251  | 250   | 1,004 | –     |
| 11    | Mexiko        | 2   | 0-0-2 | 0:4 | 2:6  | 5:13  | 177  | 215   | 0,823 | –     |
| 12    | Libanon       | 2   | 0-0-2 | 0:4 | 0:8  | 4:16  | 181  | 280   | 0,646 | –     |